# Soudkyně Barbara
Soudkyně Barbara je český televizní pořad z justičního prostředí, premiérově vysílaný v letech 2015–2023 na TV Barrandov. 

## O pořadu
Vysílal se ve všední dny v 17.10. Pořad byl divácky úspěšný, v daném vysílacím čase dosahoval dvojnásobku běžné sledovanosti pořadů této stanice. Jde o nejúspěšnější projekt vlastní tvorby TV Barrandov.
V roce 2009 začala TV Barrandov vysílat pořad Soudní síň, tehdy však neuspěl. Od 25. května 2015 se vysílal stejný pořad s novým názvem Soudkyně Barbara. Jde o českou verzi slovenského pořadu Súdna sieň na TV JOJ. Pořad je situován do soudní síně, kde se odehrávají soudní líčení dle skutečných příběhů. Pořad se nejprve natáčel v Bratislavě v kulisách slovenské verze. Od roku 2016 se pořad natáčel v Praze.
V hlavní roli soudkyně Barbary se střídaly herečky Pavlína Kafková (jako Barbara Richterová) a Alena Sasínová-Polarzcyk a Simona Prasková (jako Barbara Němcová). Od roku 2016 hraje soudkyni Barbaru pouze Pavlína Kafková. Pořad režírují Ivan Predmerský, Braňo Mišík a Kristína Hercegová, scénáře píše více autorů (např. Naďa Uličná), o dramaturgii se starají Marek Růžička a Katarína Gažová.
V rolích advokátů účinkují Eva Hráská, Lenka Vacvalová, Michaela Horká a další.
V roce 2017 začal být vysílán podobný pořad s názvem Soudce Alexandr. Ten většinou pojednává o soudních sporech o peníze, dluhy aj.